# Свирель
Свирель (др.-русск. *svirati — играть на флейте, цслав. свирати — свистеть) — общее название продольных одно- и двуствольных флейт со свистковым устройством (реже язычковых духовых инструментов) у восточно-славянских и южно-славянских народов. Иногда название многоствольных флейт типа флейты Пана.

## Описание
В настоящее время свирелью как правило называют флейту со свистковым устройством и 6—7 игровыми отверстиями. Длина около 30 см. Изготавливается из дерева, тростника, эбонита, пластика или металла. Диапазон 1,5—2 октавы, в зависимости от свойств конкретного инструмента.
Основной звукоряд диатонический. Извлечение альтерированных нот возможно с использованием неполного закрытия отверстия или вилочной аппликатуры. Существует и специальная хроматическая свирель с дополнительными отверстиями (по типу хроматической сопилки с 10 отверстиями), которая используется в оркестре русских народных инструментов и по своим возможностям сравнима с флейтой-пикколо.

## Нотация и аппликатура

Пример комбинации нот и аппликатуры (табулатуры)

Нотация производится ниже их реального звучания: свирели в строе Ре — на октаву, в строе До — на малую септиму, Ля — на чистую квинту. То есть нотация и аппликатура для этих свирелей одинаковая (за основу взята нотация свирели с наиболее распространённым строем Ре).
Кроме основной мажорной тональности (соответствующей строю инструмента) и параллельной минорной (от 6 ступени), на свирели также удобно играть тональности от 2, 3, 4 и 5 ступени основного мажора. Для этого понадобится применение альтерированной аппликатуры для понижения седьмой и повышения четвёртой ступени. Например для свирели До это будет нота Bb для тональности Ре минор и Фа мажор, и F# для Ми минора и Соль мажора (см. квинтовый круг).
Альтерирование нот производится частичным закрытием отверстия или особой комбинацией полностью закрытых отверстий, называемой вилочной аппликатурой. Частичное закрытие позволяет точно регулировать высоту звучания ноты. Вилочная аппликатура требует подбора наиболее подходящего по интонированию варианта. Вариативность также встречается и на не альтерированных нотах, извлекаемых передуванием. Ниже приведены основные варианты аппликатур, остальные при необходимости подбираются экспериментально. Аппликатуру для свирелей с 7 отверстиями см. в статье Кена, с 8 отверстиями — в статье Блокфлейта.
| c2 | d2 | e2 | f2 | g2 | a2 | h2 | с3 | d3 | e3 | f3 | g3 | a3 | h3 | c4 | d4 |
| -- | -- | -- | -- | -- | -- | -- | -- | -- | -- | -- | -- | -- | -- | -- | -- |
|    |    |    |    |    |    |    |    |    |    |    |    |    |    |    |    |

| c{\displaystyle \sharp }2 | e{\displaystyle \flat }2 | f{\displaystyle \sharp }2 | g{\displaystyle \sharp }2 | h{\displaystyle \flat }2 | c{\displaystyle \sharp }3 | e{\displaystyle \flat }3 | f{\displaystyle \sharp }3 | g{\displaystyle \sharp }3 | h{\displaystyle \flat }3 |
| ------------------------- | ------------------------ | ------------------------- | ------------------------- | ------------------------ | ------------------------- | ------------------------ | ------------------------- | ------------------------- | ------------------------ |
|                           |                          |                           |                           |                          |                           |                          |                           |                           |                          |

 — открыто,  — закрыто,  — закрыто частично.

## Парная свирель
Двойная свирель (двойни́ца, двойчатка) впервые упоминается в «Слове Даниила Заточника» (XII—XIII века). Распространена в Смоленской, Орловской и Могилёвской (Белоруссия) областях, а также на западе Украины (укр. джоломига, дводенцівка) и на территории бывшей Югославии (серб. двојнице, босн. и хорв. dvojnice).
Состоит из двух скреплённых или нескреплённых между собой трубок, на которых исполнитель может играть одновременно или на какой-либо одной флейте. Концы несвязанных трубок при игре немного раздвигают в стороны. Длина одного ствола 30—35 см, другого 45—47 см. На каждом стволе три пальцевых отверстия, из которых одно находится снизу и прижимается большим пальцем. Между звуками стволов образуется интервал в кварту (при одинаковой аппликатуре).
| Длинный ствол  | h{\displaystyle \flat }1 | c2 | d2 | e{\displaystyle \flat }2 |
| Короткий ствол | e{\displaystyle \flat }2 | f2 | g2 | a{\displaystyle \flat }2 |